# Florești (okręg Prahova)
Florești – wieś w Rumunii, w okręgu Prahova, w gminie Florești. W 2011 roku liczyła 4339 mieszkańców.